# موزه ارتباطات
موزهٔ پست و تلگراف یا موزه ارتباطات، مربوط به دوره پهلوی اول است و در تهران، خیابان سپه (امام خمینی)، مقابل خیابان خیام واقع شده و این اثر در تاریخ ۲۵ اسفند ۱۳۷۹ با شمارهٔ ثبت ۳۵۰۰ به‌عنوان یکی از آثار ملی ایران به ثبت رسیده است. یکی از موزه‌های استان تهران است که در محل پیشین ساختمان اداره پست ایران جای گرفته است. به موزه پست امروزی می‌توان لقب زندگی دوباره یک موزه را داد. در مجموعه بازسازی شده موزه پست نمونه‌هایی از کهن‌ترین نوشت‌افزارها و ابزارهای فرستادن بسته‌های پستی و چاپاری، تلفن‌های نخستین (شناخته شده به «هندلی» با مراکزی ۲۰ و ۳۰ شماره‌ای) تلگرام‌های مورس، تمبرها و دیگر ابزار ارتباطات و مخابرات از کبوتر نامه‌بر تا ماهواره به نمایش گذاشته شده است. 

## پیشینه
نخستین موزه پستی ایران با الگوبرداری از موزه‌های ویژه‌کارانه اروپایی در سال ۱۳۱۱ بنیاد نهاده شد. محل این موزه بخشی از ساختمان وزارتخانه پست و تلگراف (تلگرافخانه) در ضلع جنوبی میدان توپخانه پیشین روبروی عمارت شهرداری بود. این موزه تا پیش از ویرانی ساختمان تلگرافخانه در سال ۱۳۴۹ برقرار و پذیرای بازدیدکنندگان بود.
بعد از تخریب بنای وزارتی ابزارها و اشیاء موزه به بال غربی عمارت اداره پست منطقه باغ ملی منتقل شد و موزه ارتباطات (پست و مخابرات) در تاریخ دهم بهمن ۱۳۶۹ گشایش یافت. موزه ارتباطات جایگاه شایسته‌ای برای بازدید علاقه‌مندان به آثار تاریخی و کهن است. در این موزه آثار گوناگونی از پیشینه ارتباطات و فناوری اطلاعات در کشور نمایش داده شده‌است و روند پیش‌رونده ابزارهای ارتباطاتی را در بستر تاریخ نشان می‌دهد.
در موزه ارتباطات ابزارها و افزارها و اشیاء پستی و تلگرافی به مانند سایر کشورهای دنیا گردآوری و نگهداری می‌شود.
است.
این موزه در یکی از کهن‌ترین و زیباترین ساختمان‌های دولتی برپا شده که از دو طبقه بنا دربردارنده تالارها و اتاق‌های گوناگون ساخته شده‌است.

## معماری

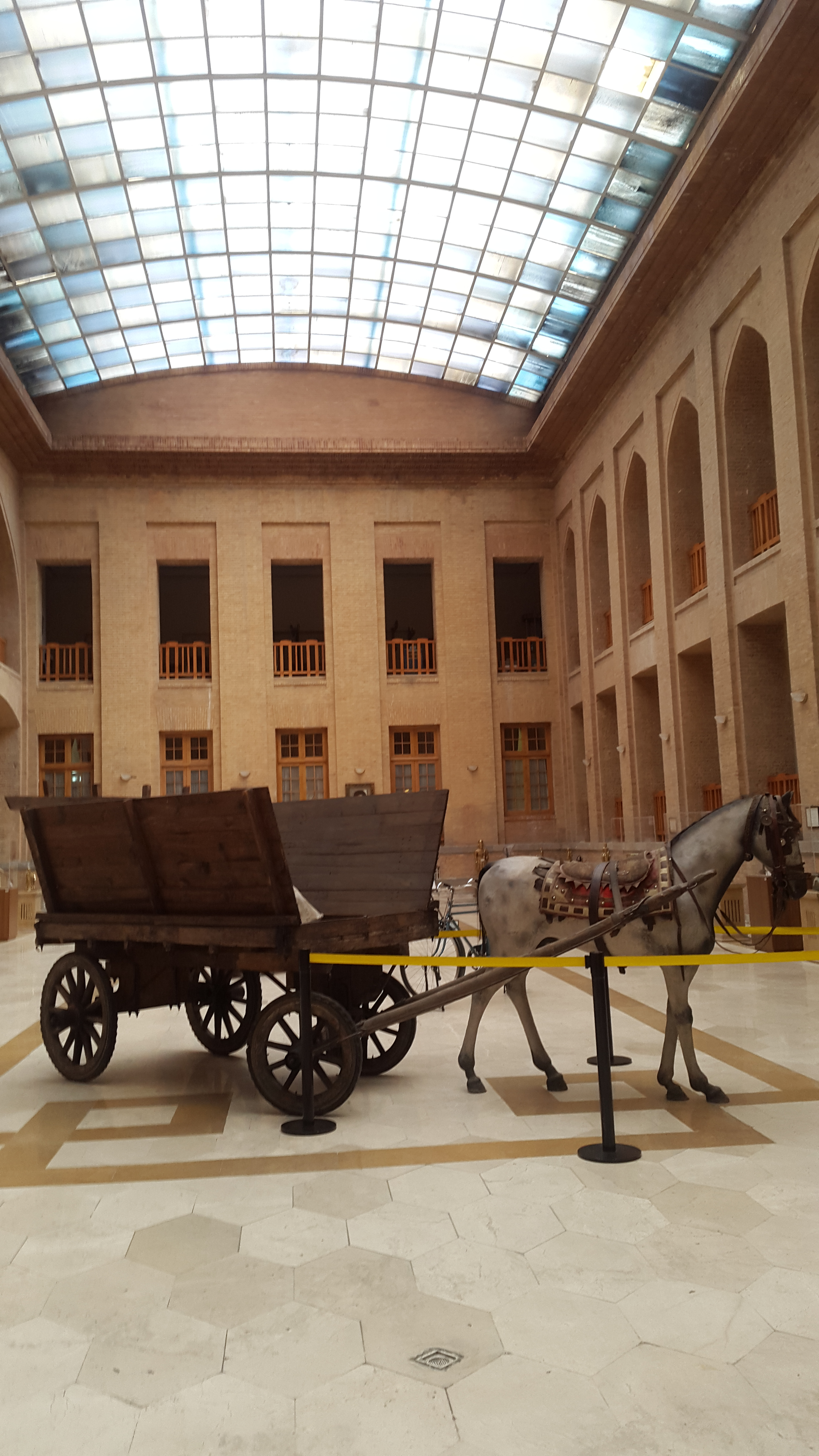
حیاط مرکزی ساختمان موزه

این بنا میان سال‌های ۱۳۰۷ تا ۱۳۱۳ خورشیدی با هزینه پانصد هزار تومان و با مساحت ۱۵ هزار متر مربع در خیابان سپه (تهران) بنا نهاده شد. معمار این بنا نیکلای مارکف معمار برجسته ایرانی گرجستانی بود.
ساختمان این موزه برای اداره پست و گمرک با شیوه معماری ملی ساخته شده و از جمله بناهای سترگ و باشکوه این شیوه از معماری ایرانی دوره رضاشاه به‌شمار می‌رود.

در معرفی ساختمان پست در کتاب «یادگار عمر» نوشته عیسی صدیق چنین آمده‌است: 
«روز سوم مرداد ۱۳۱۳، یکصد و بیست عدد کارت دعوت برای افتتاح عمارت جدید پست که دو روز بعد یعنی ۵ مرداد انجام می‌گرفت، برای نمایندگان و رئیس مجلس از طرف رئیس‌الوزرا ارسال شد.»
 و سپس به قرارگیری زمین آن در اطراف میدان مشق اشاره می‌شود و اینکه محل پستخانه به جای قراول‌خانه‌های پیشین، در بخش جنوبی میدان در نظر گرفته شد.
معمار این ساختمان مارکار گالستیاس هست و مستر مارکوف ناظر پروژه بودند . این بنای سترگ با نمای آجری و سنگی با ترکیبی متقارن در ضلع جنوبی میدان مشق (مکانی که قرار بود مرکز اداری شهر باشد) ساخته شد. ساختمان پست همچنین نمایشی‌ترین کار مارکف است. بقیه ساخت و سازهای او یا در دل باغ و حیاطی پیرامونی ساخته شده یا به وسیله خیابان‌های کم عرضی احاطه شده‌اند. نمای ورودی بنای پست از سمت دروازه میدان مشق یا همان سردر باغ ملی به خوبی خودنمایی می‌کند و در برابر بناهای کم‌پهنا پیرامونی طول ساختمان پست و بیرون‌ آمدگی ویژه ورودی‌اش با صلابت حجم گسترده و موزونش را به نمایش می‌گذارد. توضیح نویسندگان کتاب چنین است:
مارکف در استفاده از شیوه آرت دکو در این بنا، این بار عمدتاً متوجه مراجع سبک‌های تاریخی کلاسیک و باروک است. با وجود استفاده از حیاط مرکزی در طرفین بنا و هندسه هشت ضلعی در ورودی از آن جا که این عناصردر اشکال خالص معماری ایرانی و اسلامی مورد استفاده قرار نگرفته‌اند، چندان تأثیری در تغییر جهت گرایش اصلی ساختمان به سمت معماری دوره اسلامی یا باستانی ایران ندارند.
کارکرد اداری و به ویژه کارکردی که در چند سده پیشترش در میان مردم پیشینه نداشته، به نظر می‌رسد مارکف را بر آن داشته که به جای بهره‌گیری از تقارن و تعادل و عناصر معماری ایرانی، از قدرت و تأثیرگذاری باروک سود جوید، چرا که مردم آن زمان باید به اداره جدیدی اطمینان می‌کردند و بسته‌های پستی خود را به آن جا می‌سپردند. این ویژگی کارکردی در بنای پست باعث شده برای تفاوت آن با ساختمان مشابه چنین کارکردی در یکی از کشورهای اروپایی ظاهراً به استفاده از قوس پنجره‌ها و سر ستون‌های هخامنشی در نیم ستون‌های نما اکتفا شود. اما در واقع فضای غالب و درونی بنا همچنان دارای روحیه تعادل و تقارن چیدمان‌های حجمی با در نظر گرفتن روحیه انسان ایرانی است. از سوی دیگر، ساختمان پست را می‌توان شاخص‌ترین معماری پیرو سبک آرت دکو در ایران نامید.

## نگارخانه

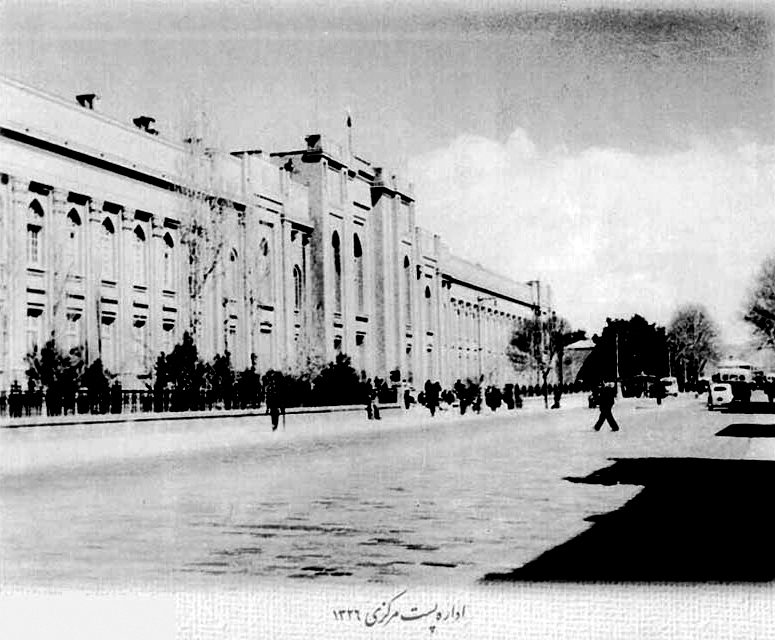
ساختمان اداره پست مرکزی تهران در خیابان سپه در سال ۱۳۲۶
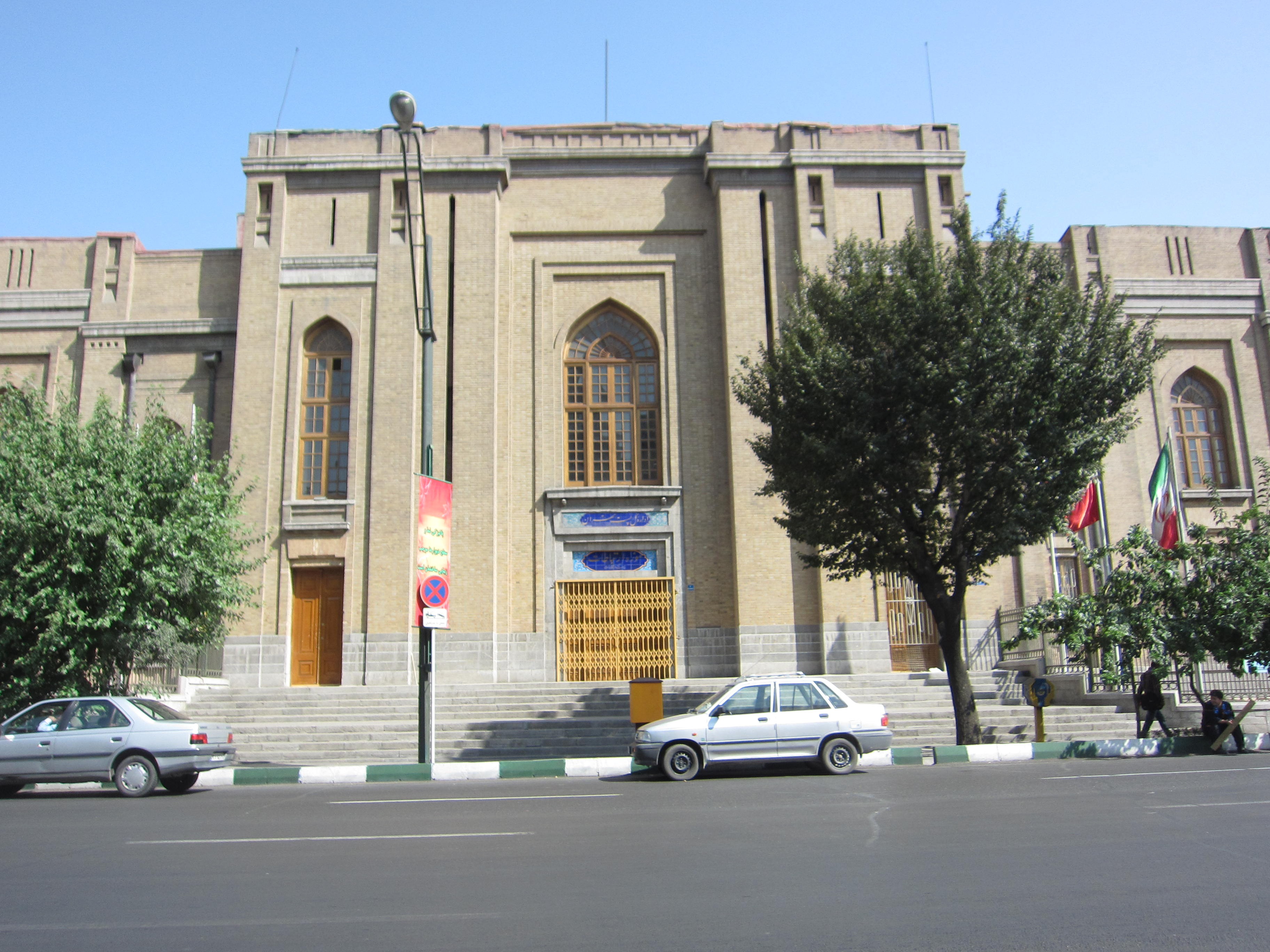
اداره کل پست تهران و موزه ارتباطات سال ۱۳۹۳
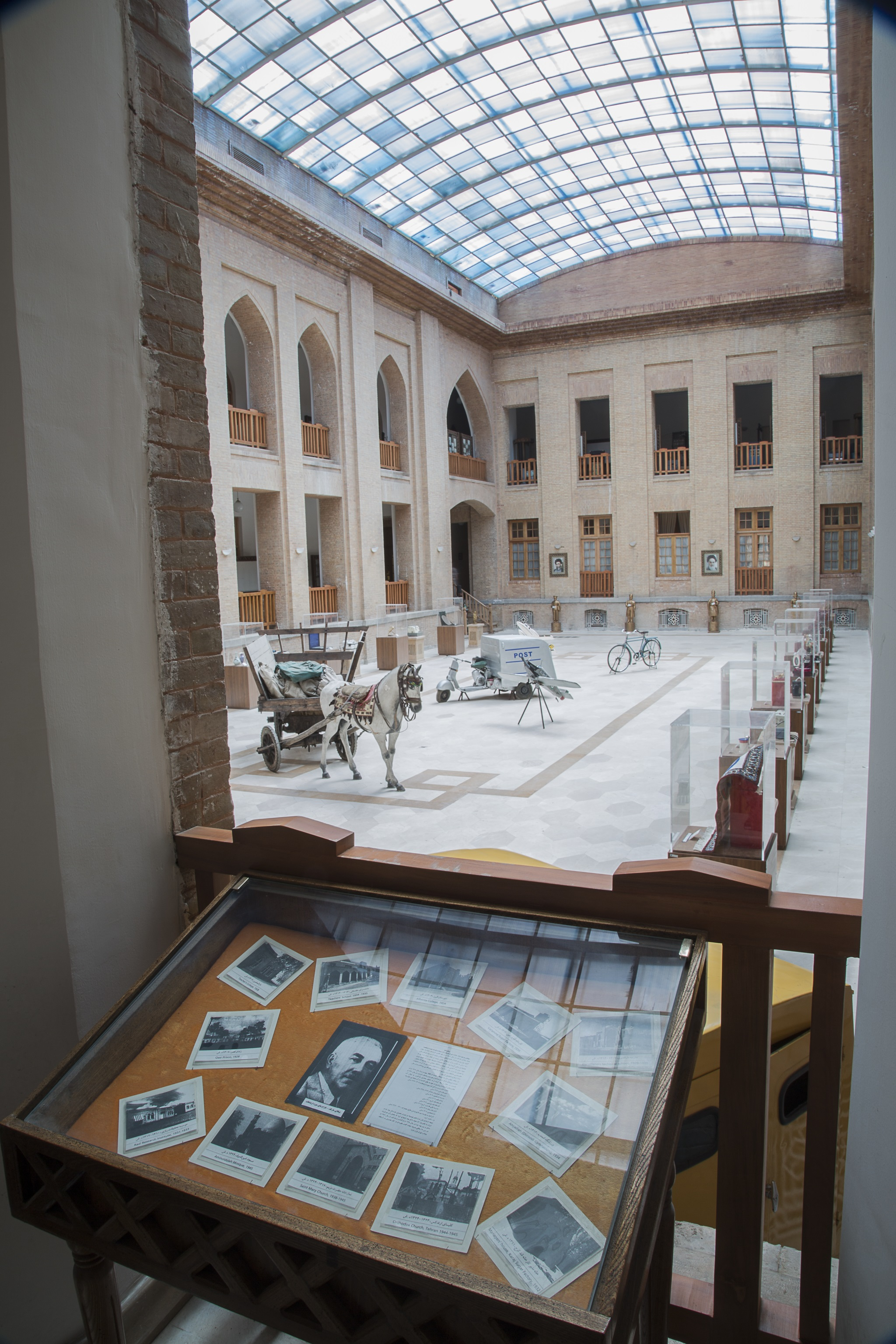
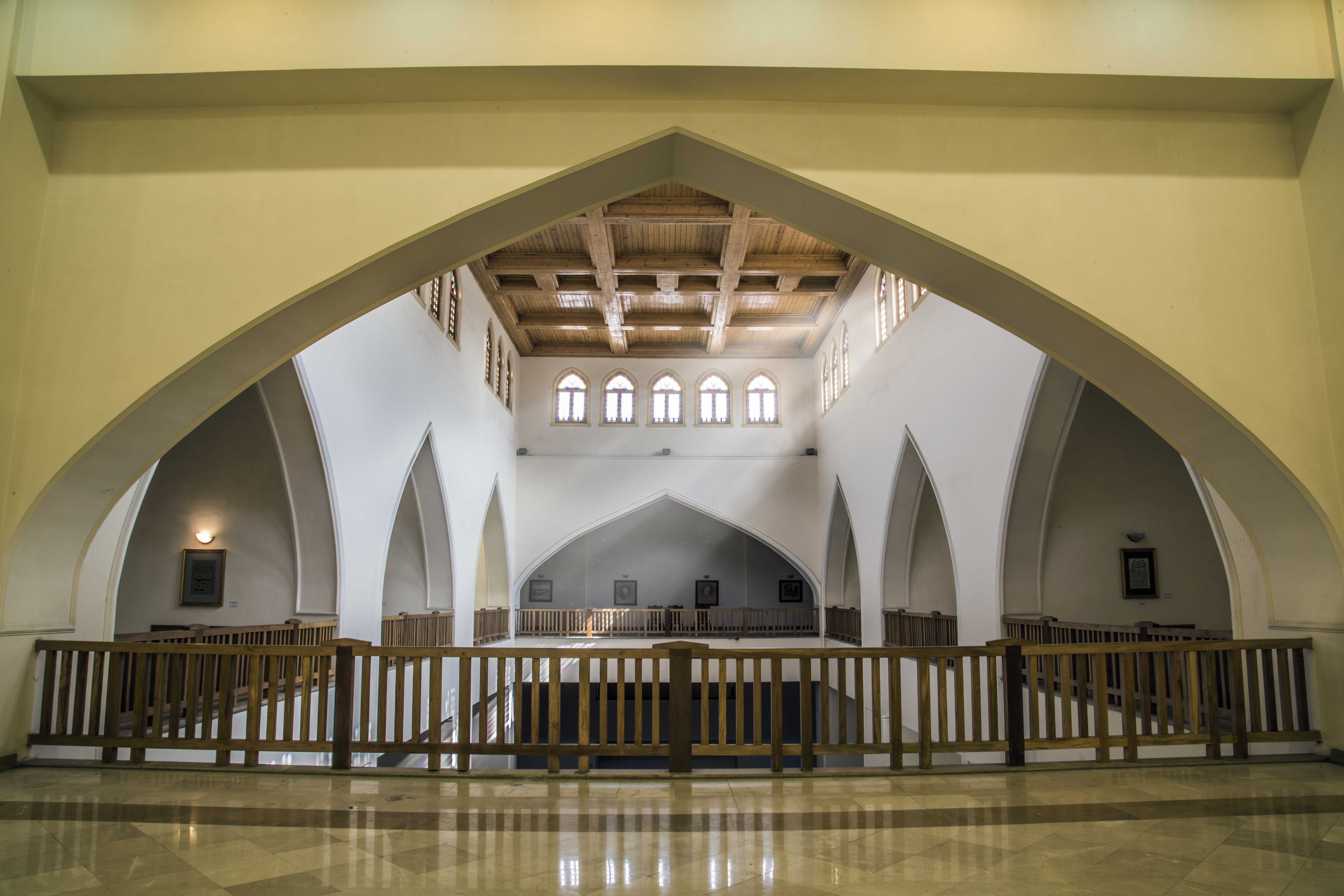
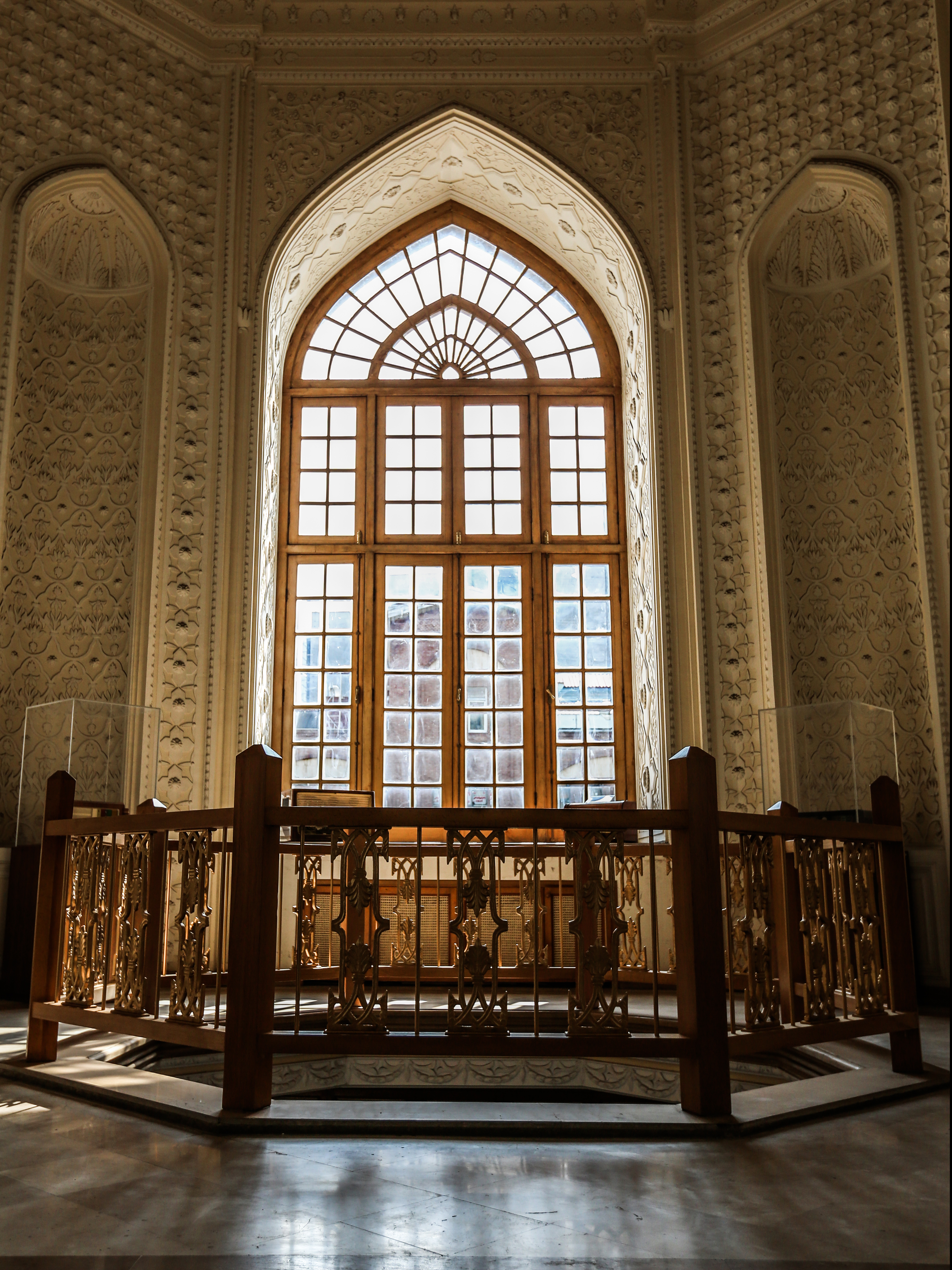
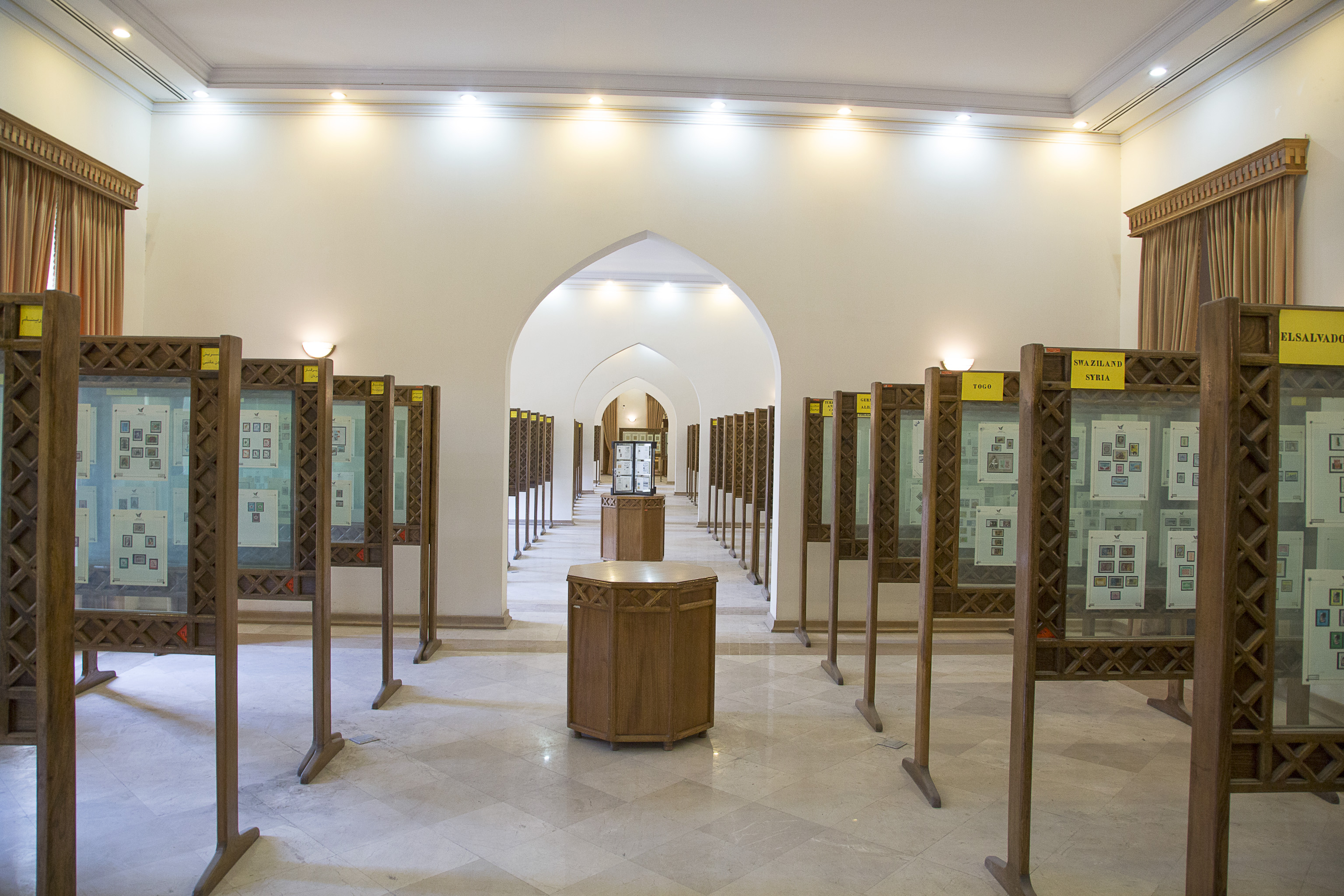
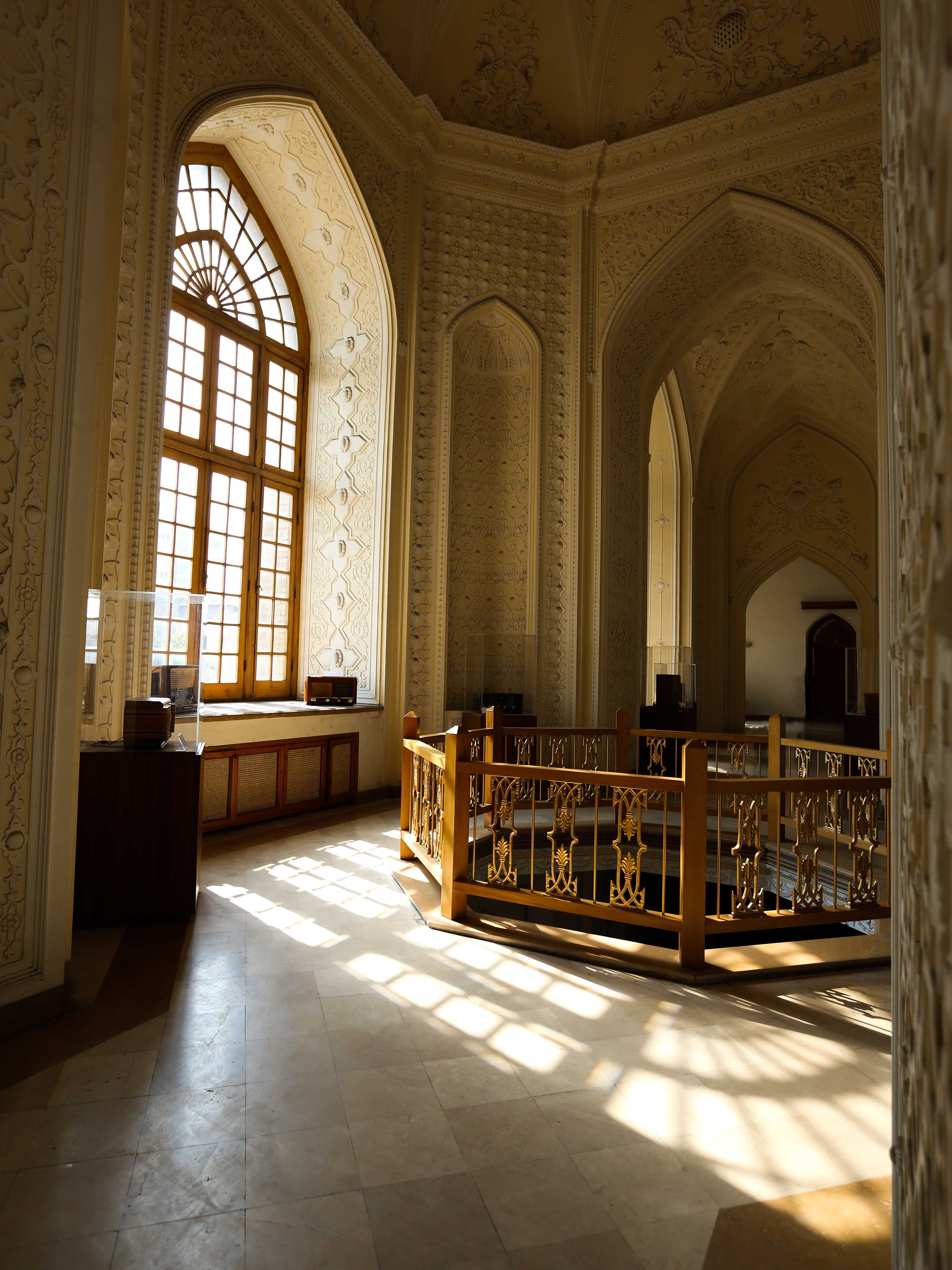
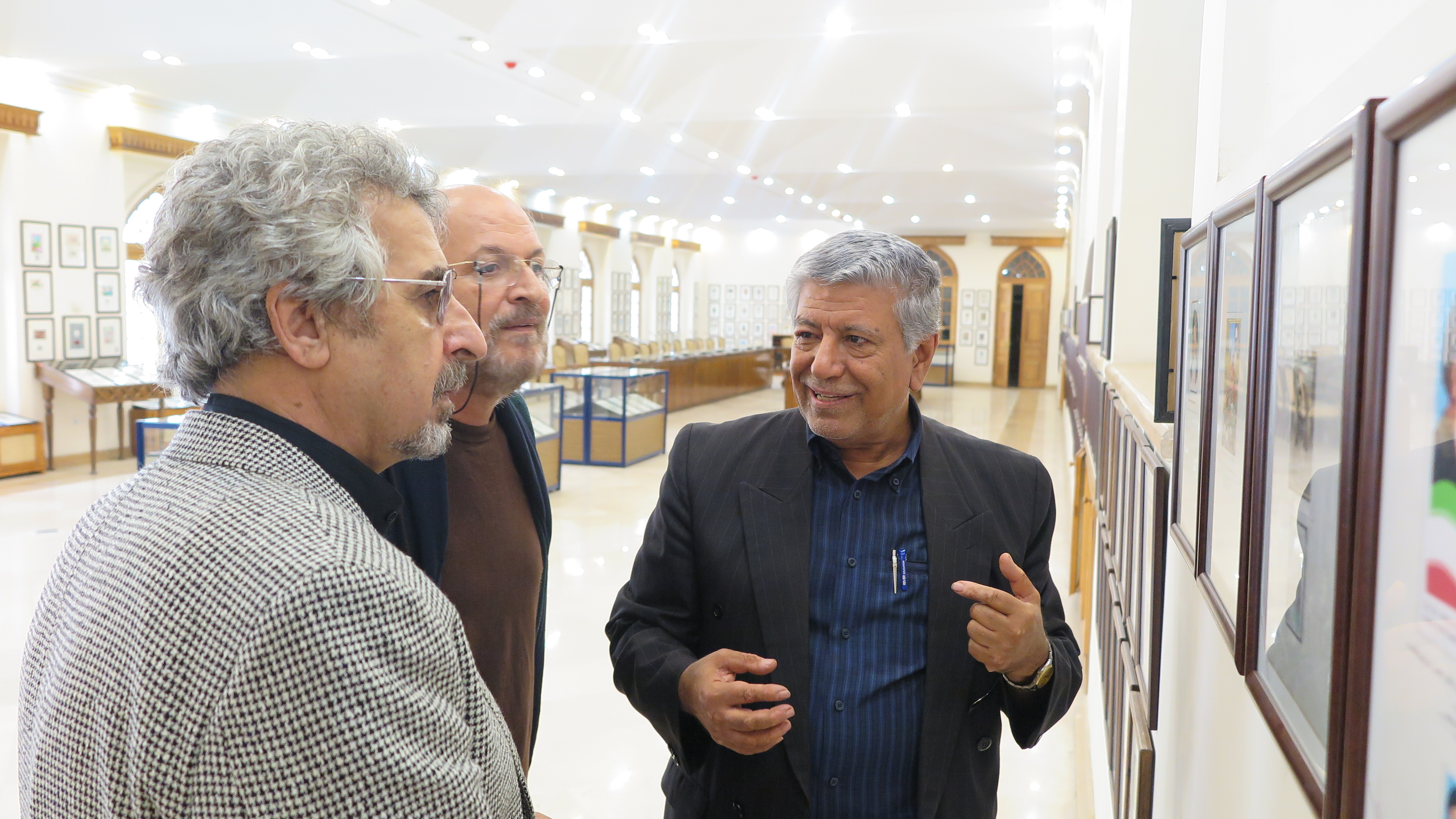
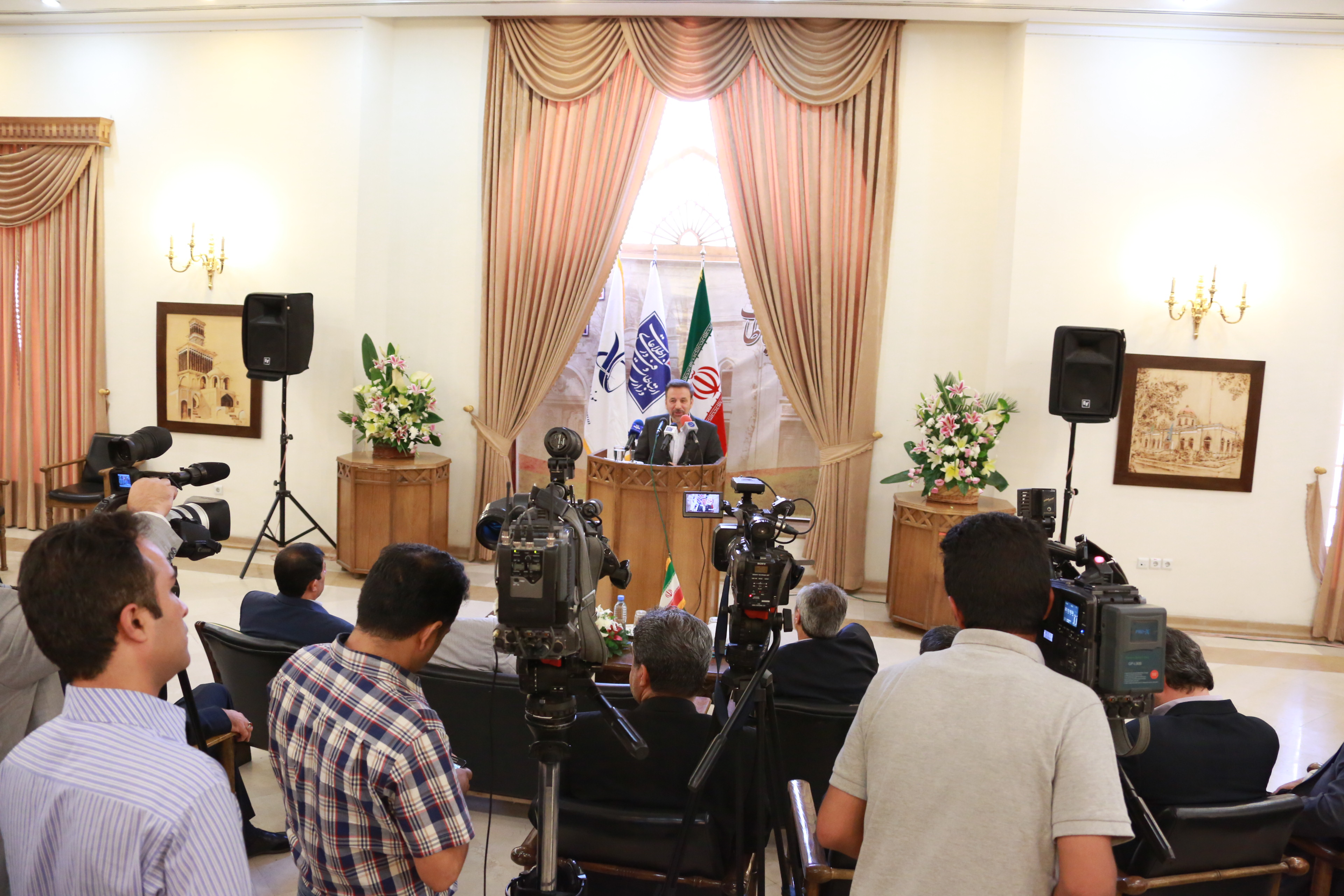